# Neumoconiosis de los mineros del carbón
La neumoconiosis de los mineros del carbón, o de los trabajadores del carbón es una enfermedad pulmonar causada por la inhalación prolongada de polvo de carbón y de sílice. Es sufrida, mayoritariamente, por trabajadores de las minas subterráneas de carbón. También se denomina, impropiamente, silicosis.
Sus efectos son tanto más parecidos a la silicosis cuanto mayor sea el contenido de sílice en el polvo respirado.

## Denominación
La denominación de este tipo de neumoconiosis fue acuñada por primera vez en 1942 por el Cómite de enfermedades industriales profesionales del Medical Research Council del Reino Unido. El doctor Gough había observado una enfermedad, cuyo diagnóstico a través de radiografías se correspondía a silicosis, en trabajadores con una exposición mínima a la sílice (paleadores de carbón).

## Mecanismo
El polvo inhalado por los trabajadores es una mezcla de varios componentes, siendo los principales carbón y sílice. Únicamente parte del polvo inhalado (de tamaño inferior a 5 micras) llega hasta los alveolos pulmonares, siendo eliminado el resto mediante la espectoración. Así mismo, solo una parte del polvo que llega hasta los alveolos se adhiere a la pared alveolar y la atraviesan causando la enfermedad.
Las partículas en el tejido pulmonar son ingeridas por los macrófagos, en un proceso biológico conocido como fagocitosis. En el caso de las partículas de sílice libre, como son lentamente solubles en el tejido, los productos resultantes atacan a la célula provocando la formación de fibrosis, una especie de cicatrización del tejido. Las partículas de carbón no son solubles, por lo que no son digeridas, pero su acumulación provoca el cese de la actividad de los macrófagos y, posteriormente, su muerte. Las acumulaciones de carbón provocan una reacción fibrosa más leve que en el caso de la sílice.

## Diagnóstico
El diagnóstico se realiza mediante la revisión del historial laboral con exposiciones y las pruebas radiológicas.

## Prevención
La prevención de la Neumoconiosis se realiza mediante la lucha contra el polvo en las explotaciones mineras de carbón. Las medidas de prevención técnica consisten en la utilización de agua y de aire. El agua se utiliza para la aglomeración de las partículas de polvo y, de esta manera, evitar su suspensión en el aire. El aire sirve para la dilución del polvo y su arrastre por la ventilación.
Para el caso particular de las minas de carbón se utiliza la inyección de agua en la vena y la utilización de pulverizadores en los máquinas de arranque (rozadoras, cepillos,...).
En España, los niveles de polvo respirable están establecidos en las Instrucciones Técnicas Complementarias (ITC) 2.0.02, para las industrias extractivas, en general, y la ITC 04.8.01, para la minería subterránea del carbón, del Reglamento General de Normas Básicas de Seguridad Minera.